# San Lorenzo, Oaxaca
San Lorenzo là một đô thị thuộc bang Oaxaca, México. Năm 2005, dân số của đô thị này là 5781 người.